# Charles Denner
Charles Denner (ur. 29 maja 1926 w Tarnowie, zm. 10 września 1995 w Dreux, Francja) – francuski aktor filmowy i teatralny polskiego pochodzenia.

## Życiorys
Urodził się w Tarnowie w rodzinie polskich Żydów jako syn Józefa z zawodu krawca oraz Joanny z domu Micenmacher. Miał siostrę Elizę (1922-2015) oraz dwóch braci Alfreda (1924-2012) i Jacka. W 1930 przeniósł się z rodziną do Francji.
Po wybuchu II wojny światowej jego rodzina uciekła do Brive-la-Gaillarde w tzw. wolnej strefie. W 1941 po raz pierwszy statystował, wcielając się w rolę lokaja w filmie Volpone w reżyserii Maurice'a Tourneura. W wieku 16 lat z bratem Alfredem dołączył do ruchu oporu. Pod pseudonimem Charles Dermat  walczył w partyzantce w Vercors. Ciężko ranny w ataku na niemiecki konwój podczas którego zniszczył granatem wrogą ciężarówkę. Za ten czyn został odznaczony francuskim Krzyżem Wojennym.
Po wojnie uczęszczał na kurs sztuki dramatycznej jednocześnie pracując w nocy jako tragarz w paryskich halach targowych. Karierę teatralną rozpoczął w Teatrze Edwarda VII (Théâtre Édouard-VII), następnie występował w Théâtre La Bruyère, Théâtre national de Chaillot i Théâtre national populaire.
W 1946 zagrał niemieckiego żołnierza w filmie krótkometrażowym w języku jidisz Der Ruf cum Leben (Powołanie do życia). W 1955 Yves Allégret zaproponował mu rolę w filmie  La Meilleure Part. Denner obdarzony talentem artystycznym wcielał się w przeróżne rolę, anarchistów, przestępców, artystów i uwodzicieli. Grał między innymi u takich reżyserów jak Claude Chabrol, François Truffaut, Claude Lelouch czy Henri Verneuil. Szczyt jego sławy przypadł na lata 60 oraz lata 70 XX wieku. Jego ostatnią rolą była postać pana Schwartza, właściciela sklepu odzieżowego w komedii Golden Eighties z 1986.

## Życie prywatne
Charles Denner był dwukrotnie żonaty, z Simone Jaquier oraz Monique Voirriot (1932-2015). Z pierwszą żoną miał dwoje dzieci, Charlet oraz Ethel.
Zmarł 10 września 1995 na raka gardła, spoczął na cmentarzu w  Bagneux.

## Wybrana filmografia
- 1941: Volpone - lokaj
- 1946: Der Ruf cum Leben (Powołanie do życia) - niemiecki żołnierz
- 1955:  La Meilleure Part - inżynier
- 1958: Windą na szafot- zastępca Cherriera
- 1964: Najpiękniejsze oszustwa świata - fałszerz
- 1968:  Panna młoda w żałobie - Johnson
- 1969: Z - Manuel
- 1970: Łobuz - Gallois
- 1974: Szczury Paryża - minister robót publicznych
- 1974: Całe nasze życie - David Goldman, ojciec Sary / jego ojciec
- 1975:  Strach nad miastem - inspektor Moissac
- 1977:  Mężczyzna, który kochał kobiety - Bertrand Morane
- 1986: Golden Eighties - pan Schwartz

## Odznaczenia
- Krzyż Wojenny 1939–1945